# Klasika Primavera 2019
La 65.ª edición de la clásica ciclista Klasika Primavera (nombre oficial en Euskera: Klasika Primavera de Amorebieta) fue una carrera en España que se celebró el 14 de abril de 2019 con inicio y final en la ciudad de Amorebieta-Echano sobre un recorrido de 171,6 kilómetros.
La carrera formó parte del UCI Europe Tour 2019, dentro de la categoría UCI 1.1. El vencedor fue el colombiano Carlos Betancur del Movistar seguido del también colombiano Carlos Quintero del Manzana Postobón y el español Eduard Prades, compañero de equipo del ganador.

## Equipos participantes
Tomaron parte en la carrera 9 equipos: 1 de categoría UCI WorldTeam; 4 de categoría Profesional Continental; y 4 de categoría Continental. Formando así un pelotón de 62 ciclistas de los que acabaron 50. Los equipos participantes fueron:
| WorldTeam- Movistar Team Equipos continentales profesionales (4)- Manzana Postobón - Euskadi Basque Country-Murias - Caja Rural-Seguros RGA - Burgos-BH Equipos continentales (4)- Fundación Euskadi - Guerciotti-Kiwi Atlántico - Kometa - Interpro Cycling Academy |
| |

## Clasificación final
- Las clasificaciones finalizaron de la siguiente forma:[3]

| \| Clasificación general \| Clasificación general \| Clasificación general \| Clasificación general \| Clasificación general \| \| Ciclista \| Ciclista \| Equipo \| Tiempo \| \| \| --------------------- \| --------------------- \| ----------------------------- \| --------------------- \| --------------------- \| \| 1.º \| Carlos Betancur \| Movistar Team \| 3 h 57 min 03 s \| \| \| 2.º \| Carlos Quintero \| Manzana Postobón \| + 0 s \| \| \| 3.º \| Eduard Prades \| Movistar Team \| + 0 s \| \| \| 4.º \| Sergio Higuita \| Fundación Euskadi \| + 0 s \| \| \| 5.º \| Txomin Juaristi \| Fundación Euskadi \| + 3 s \| \| \| 6.º \| Mikel Bizkarra \| Euskadi Basque Country-Murias \| + 5 s \| \| \| 7.º \| Mikel Iturria \| Euskadi Basque Country-Murias \| + 37 s \| \| \| 8.º \| Carlos Barbero \| Movistar Team \| + 2 min 13 s \| \| \| 9.º \| Mario González Salas \| Euskadi Basque Country-Murias \| + 2 min 13 s \| \| \| 10.º \| Juan Felipe Osorio \| Manzana Postobón \| + 2 min 13 s \| \| |                      |                               |                 |
| |                      |                               |                 |
| Fuente: ProCyclingStats |                      |                               |                 |
| Clasificación general |                      |                               |                 |
| Ciclista | Ciclista             | Equipo                        | Tiempo          |
| 1.º | Carlos Betancur      | Movistar Team                 | 3 h 57 min 03 s |
| 2.º | Carlos Quintero      | Manzana Postobón              | + 0 s           |
| 3.º | Eduard Prades        | Movistar Team                 | + 0 s           |
| 4.º | Sergio Higuita       | Fundación Euskadi             | + 0 s           |
| 5.º | Txomin Juaristi      | Fundación Euskadi             | + 3 s           |
| 6.º | Mikel Bizkarra       | Euskadi Basque Country-Murias | + 5 s           |
| 7.º | Mikel Iturria        | Euskadi Basque Country-Murias | + 37 s          |
| 8.º | Carlos Barbero       | Movistar Team                 | + 2 min 13 s    |
| 9.º | Mario González Salas | Euskadi Basque Country-Murias | + 2 min 13 s    |
| 10.º | Juan Felipe Osorio   | Manzana Postobón              | + 2 min 13 s    |

## UCI World Ranking
La Klasika Primavera otorgó puntos para el UCI World Ranking para corredores de los equipos en las categorías UCI WorldTeam, Profesional Continental y Equipos Continentales. Las siguientes tablas son el baremo de puntuación y los 10 corredores que obtuvieron más puntos:
| Posición   | 1.º | 2.º | 3.º | 4.º | 5.º | 6.º | 7.º | 8.º | 9.º | 10.º | 11.º | 12.º | 13.º-15.º | 16.º-25.º |
| Puntuación | 125 | 85  | 70  | 60  | 50  | 40  | 35  | 30  | 25  | 20   | 15   | 10   | 5         | 3         |

| Clasificación |                    |                               |        |
| Posición      | Ciclista           | Equipo                        | Puntos |
| ------------- | ------------------ | ----------------------------- | ------ |
| 1.º           | Carlos Betancur    | Movistar                      | 125    |
| 2.º           | Carlos Quintero    | Manzana Postobón              | 85     |
| 3.º           | Eduard Prades      | Movistar                      | 70     |
| 4.º           | Sergio Higuita     | Fundación Euskadi             | 60     |
| 5.º           | Txomin Juaristi    | Fundación Euskadi             | 50     |
| 6.º           | Mikel Bizkarra     | Euskadi Basque Country-Murias | 40     |
| 7.º           | Mikel Iturria      | Euskadi Basque Country-Murias | 35     |
| 8.º           | Carlos Barbero     | Movistar                      | 30     |
| 9.º           | Mario González     | Euskadi Basque Country-Murias | 25     |
| 10.º          | Juan Felipe Osorio | Manzana Postobón              | 20     |